# Malthodes gillerforsi
Malthodes gillerforsi es una especie de coleóptero de la familia Cantharidae.

## Distribución geográfica
Habita en Turquía.